# Ruth Chatterton
Ruth Chatterton, née le 24 décembre 1892 et morte le 24 novembre 1961, est une actrice américaine. Elle fut à son époque une immense star tant au cinéma qu'au théâtre et à la télévision. Amie avec Amelia Earhart, elle fut aussi une pionnière de l'aviation.
Elle fut mariée trois fois et notamment avec les acteurs Ralph Forbes et George Brent.

## Filmographie

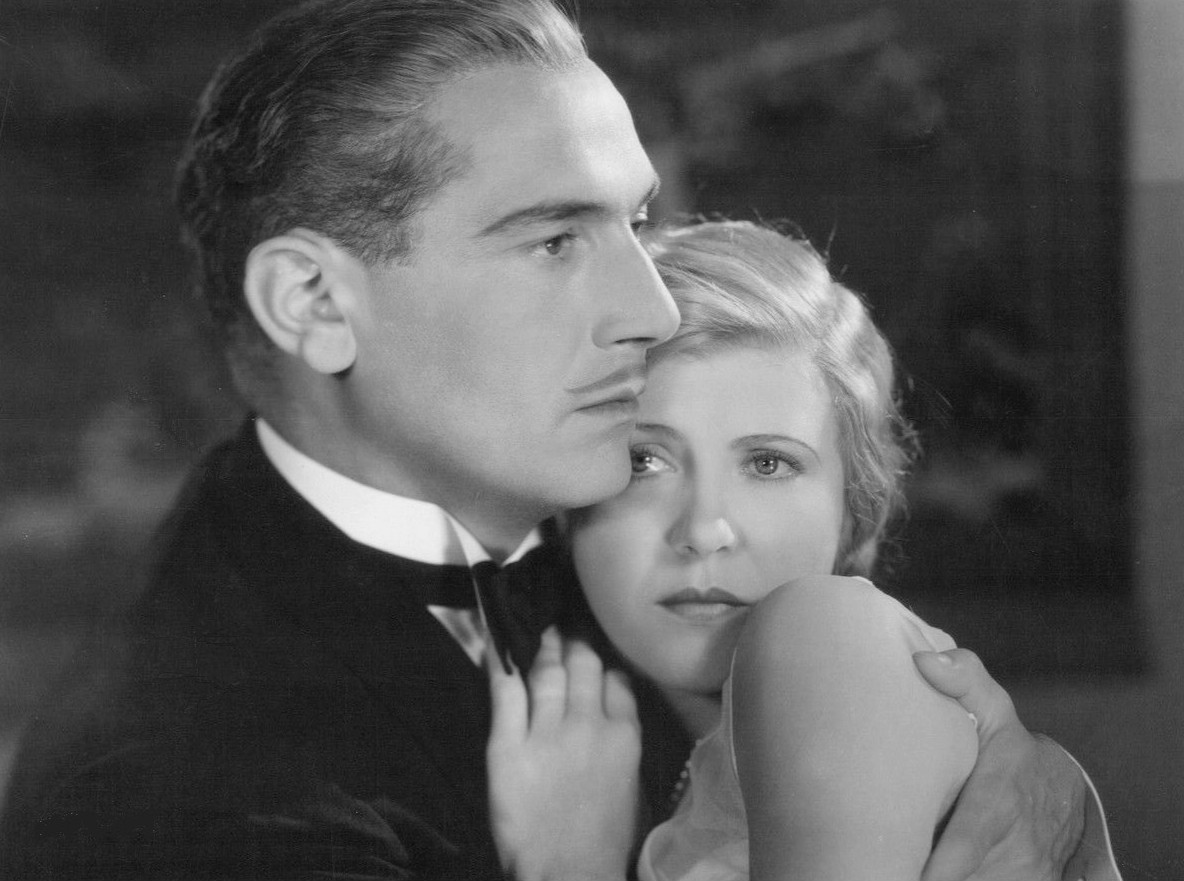
Avec Paul Lukas dans The Right to Love (1930)

- 1928 : Les Fautes d'un père (Sins of the Fathers) de Ludwig Berger
- 1929 : Secret professionnel (The Doctor's Secret) de William C. de Mille
- 1929 : L'Aspirant détective (The Dummy) de Robert Milton
- 1929 : Madame X de Lionel Barrymore
- 1929 : Charming Sinners de Robert Milton
- 1929 : The Laughing Lady de Victor Schertzinger
- 1930 : Sarah et son fils (Sarah and Son) de Dorothy Arzner
- 1930 : Paramount on Parade, film à sketches, réalisé entre autres par Ernst Lubitsch, Edmund Goulding, Frank Tuttle, etc.
- 1930 : La Dame à scandale (The Lady of Scandal) de Sidney Franklin
- 1930 : Anybody's Woman de Dorothy Arzner
- 1930 : The Right to Love de Richard Wallace
- 1931 : Déloyale (Unfaithful) de John Cromwell
- 1931 : The Magnificent Lie de Berthold Viertel
- 1931 : Once a Lady de Guthrie McClintic
- 1932 : Tomorrow and Tomorrow de Richard Wallace
- 1932 : The Rich Are Always with Us de Alfred E. Green
- 1932 : The Crash de William Dieterle
- 1932 : Frisco Jenny de William A. Wellman
- 1933 : Lilly Turner de William A. Wellman
- 1933 : Female de Michael Curtiz
- 1934 : Journal of a Crime de William Keighley
- 1936 : Lady of Secrets de Marion Gering
- 1936 : Dortoir de jeunes filles (Girls' Dormitory) de Irving Cummings
- 1936 : Jeunesse perdue (Dodsworth) de William Wyler
- 1936 : The Rat de Jack Raymond
- 1938 : Un divorce royal (A Royal Divorce) de Jack Raymond
- 1953 : Hamlet d'Albert McCleery (TV)